# Carey (Ohio)
Carey è un villaggio degli Stati Uniti d'America, situato nello stato dell'Ohio, nella contea di Wyandot.
La popolazione era di 3.674 al censimento del 2010, con 1.521 famiglie e, di queste, 983 famiglie vivevano nel villaggio. La densità di popolazione era di 1.855,6 abitanti per miglio quadrato (716,5/km²). Erano presenti 1.646 unità abitative con una densità media di 831,3 per miglio quadrato (321,0/km²). Il villaggio era composto per il 96,2% da bianchi , per lo 0,2% da afroamericani , per lo 0,2% da nativi americani , per l'1,6% da asiatici , per lo 0,7% da altre razze e per l'1,0% da due o più razze. Ispanici o latini di qualsiasi razza erano il 2,0% della popolazione.
Erano presenti 1.521 famiglie, di cui il 34,7% aveva figli di età inferiore ai 18 anni che vivevano con loro, il 44,8% erano coppie sposate che vivevano insieme, il 13,8% aveva una capofamiglia senza marito presente, il 6,0% aveva un capofamiglia maschio senza moglie presente, e il 35,4% era rappresentato da non famiglie. Il 31,1% di tutte le famiglie era composto da individui e l'11,9% aveva qualcuno che viveva da solo con età pari a 65 anni o più. La dimensione media della famiglia era di 2,41 persone e la dimensione media della famiglia era di 2,99 persone.
L'età media nel villaggio era di 37,1 anni. il 26,4% dei residenti aveva meno di 18 anni; l'8,2% aveva un'età compresa tra i 18 e i 24 anni; il 25,4% tra 25 e 44 anni; il 27% tra 45 e 64; e il 13% aveva 65 anni o più. La composizione di genere del villaggio era del 49,3% maschile e del 50,7% femminile.